# 荣兴水库
荣兴水库是中国辽宁省盘锦市大洼县境内的一座水库，位于大辽河水系，建于1958年。水库正常库容为900万立方米，集雨面积为8平方千米，海拔为5.05米。